# كمير العوضية
كمير العوضية أو حلة الجبل، تابعة لمحلية المتمة، تقع غرب شندي على امتداد شريط النيل، وتحدها من الشمال الشرقي قرية الجوير، ومن الجنوب الغربي الكردة، ومن الشمال قرية السلمة، وتضم الكمير مجموعة من المناطق منها البرابرة والميعة والكجيرة والدناقل، وهي من أميز مناطق الجعلين، ويبلغ عدد سكانها 3700 معظمهم يعملون بالزراعة وقليل منهم في التجارة، وكلمة كمير جاءت من الكمر التي تعني المعسكر المقفول.